# Керіам
Керіам — один з 8 мукімів (районів) округи (даера) Тутонг, у центрі Брунею.

## Райони
- Кампонг Керіам
- Кампонг Букіт Панггал
- Кампонг Луаган Дудок
- Кампонг Сінаут
- Кампонг Мераганг
- Кампонг Букіт Ненас
- Кампонг Сантул
- Кампонг Керакас Паяу
- Кампонг Сунгаі Келугос
- Кампонг Купанг
- Кампонг Марабуронг Бату 16
- Кампонг Ікас/Бандонг

| Бруней | Це незавершена стаття з географії Брунею. Ви можете допомогти проєкту, виправивши або дописавши її. |